# Teleshopping
Als Teleshopping (englisch für „Ferneinkaufen“; auch Homeshopping, englisch für „zu Hause einkaufen“) bezeichnet man eine Verkaufsform, bei der dem Endverbraucher Produkte über das Fernsehen präsentiert werden, die er dann direkt bestellen kann. Teleshopping ist eine Form des DRTV (Direct Response Television, deutsch „Direktes-Reaktions-Fernsehen“).
Als Verkaufsform des Einzelhandels unter Nutzung des Mediums Fernsehen gehört Teleshopping zum Distanzhandel (Versandhandel). Dem Konsumenten wird die Möglichkeit angeboten, ein Produkt seiner Wahl im Fernsehen auszuwählen und dieses per Telefon, Fax, Onlineshop oder E-Mail bei einem Händler zu bestellen. Dieser stellt die Waren zusammen, hält sie zur Abholung bereit oder übernimmt die Zustellung. Für die Anbieter hat Teleshopping den Nachteil hoher Retouren und eines schlechten Vertriebsimages.
In Deutschland ist nach § 2 Abs. 2 Nr. 10 RfStV Teleshopping „die Sendung direkter Angebote an die Öffentlichkeit für den Absatz von Waren oder die Erbringung von Dienstleistungen, einschließlich unbeweglicher Sachen, Rechte und Verpflichtungen gegen Entgelt.“ Die Regelungen über Fernsehwerbung gelten für Teleshopping, Teleshopping-Spots und Teleshopping-Fenster entsprechend (vgl. §§ 7, 15, 45 RfStV). Rechtlich bedeutsam ist, dass Teleshopping im Gegensatz zur herkömmlichen Werbung im öffentlich-rechtlichen Rundfunk untersagt ist. Zusätzlich müssen Teleshopping-Fenster nach § 45a Abs. 1 RStV eine Mindestlänge von 15 Minuten aufweisen.

## Konzept
Teleshopping funktioniert nach dem Prinzip der so genannten Impulskäufe. Darüber hinaus wird versucht, mit interaktiven Elementen Kundenbindung zu erreichen. Nach Stiftung Warentest ist es „wohl die seltsame Faszination dieser Fernsehgemeinschaft von Kunden und Moderatoren, die Stammkäufer an ihren Teleshop bindet.“
Bei der Sortimentsauswahl spielt die mangelnde Vergleichbarkeit von Marktpreisen durch die Zuschauer eine Rolle. So werden selten Artikel des täglichen Bedarfs verkauft, für die die Zuschauer eine ungefähre Preisvorstellung haben könnten. Häufiger werden dagegen echte oder vermeintliche Innovationen (oft exklusiv) angeboten, für die es keinen allgemein bekannten Marktpreis gibt. Auch sind meist Artikel im Sortiment, die über den traditionellen Einzelhandel nur schwer absetzbar sind, da durch das reine Auslegen der Ware beim Konsumenten kein Bedarf geweckt wird. Dieser wird erst dadurch geschaffen, indem ein Propagandist über eine längere Zeit auf den Konsumenten einredet, als das in einem typischen Werbespot geschieht, um den Nutzen des Produkts zu erläutern. Eine weitere typische Produktgruppe ist Schmuck, bei dem für Laien eine Wertbeurteilung unmöglich ist. Bei der Gruppe der Kosmetikprodukte werden häufig Eigenmarken mit echten oder vermeintlichen Alleinstellungsmerkmalen verkauft, um dieses Ziel zu erreichen.
Bei den Verkaufserfolgen der Sender spielt auch ein (manchmal bewusst durch die Moderatoren geförderter) Selbstbelohnungseffekt sowie die verschiedenen anderen Methoden der Kundenbeeinflussung, wie sie historisch schon von Marktschreiern und Messepropagandisten entwickelt wurden, eine Rolle („Wer jetzt nicht kauft, ist selber schuld!“, „So günstig wird es nie wieder!“). Ebenfalls in diesen Zusammenhang gehören Maßnahmen, die den Eindruck vermitteln sollen, dass bereits große Stückzahlen des Artikels verkauft wurden, wie eingeblendete (angebliche) Verkaufszahlen, die im Verlauf der Sendung immer weiter ansteigen. Damit soll ein gewisses Vertrauen der potentiellen Käufer geweckt werden („Wenn so viele verkauft wurden, muss es ja auch gut sein!“), ebenso aber auch die Befürchtung, das Produkt könne bald ausverkauft sein und man müsse daher schnell bestellen.

## Teleshopping in Deutschland
Mit dem Beginn des deutschen Privatfernsehens im Jahre 1984 entwickelten sich verschiedene Formen des Teleshoppings.
Auf der einen Seite entstanden seit 1984 Unternehmen, die sich darauf spezialisiert haben, ihre Produkte in Form von 15- bis 30-minütigen Dauerwerbesendungen (sogenannten "Infomercials") oder 60- oder 90-sekündigen Werbespots anbieten. Diese Sendungen werden in den TV-Programmen von privaten Sendern wie Sport1, Tele 5, Sat.1 oder RTL Zwei ausgestrahlt.
Als erster Sender im damals noch verhältnismäßig jungen deutschen Privatfernsehen eröffnete am 14. Dezember 1987 das als Nachrichten- und Informationskanal selbst ernannte Eureka TV (der Vorläufer des heutigen Kanals ProSieben) das neuartige Teleshopping in Zusammenarbeit mit dem Versandhandel Quelle und dem Reiseveranstalter Tjaereborg. Diese neuartigen Sendungen wurden unter den Namen „Telemarkt“ und „Telereisen“ ausgestrahlt. In der eine Woche zuvor erschienenen Ausgabe des Magazins Der Spiegel gaben die Konkurrenten SAT.1 und RTL plus unterdessen an, dass sie selbst für ein solches Format auf Grund der geringen Anzahl an Kabelnutzern keinen Bedarf sähen.
Kurz darauf allerdings startete auch SAT.1 sein werktägliches Teleshopping-Fenster am Nachmittag unter dem Namen „SAT.1 Tele-Shop“, moderiert von Wolf-Dieter Herrmann. Die Sendung wurde jeweils vormittags und nachmittags mit jeweils 30 Minuten ausgestrahlt. 1990 wurde die Sendung jeweils vormittags gegen 10 Uhr ausgestrahlt und dauerte rund 30 Minuten. Nachmittags lief eine Kurzfassung von 15 Minuten. 1991 stellte der Sender dieses Programm, das in Zusammenarbeit mit dem Otto-Versand entstand, ein.
Unmittelbar nach dem Sendestart des Teleshopping-Programms bei SAT.1, zog RTL plus 1990 nach und produzierte die werktägliche Sendung "Tele-Boutique", die jeweils werktags um 13 Uhr startete und 30 Minuten dauerte. Die Sendung wurde unmittelbar vor den beliebten Soap-Operas California Clan und Springfield Story gesendet. Wiederholt wurde jeweils werktags gegen 8:30 Uhr. Damit sendete RTL plus pro Tag die damals maximal erlaubten 60 Minuten Teleshopping-Werbung. Bereits im Sommer 1990 wurden nur noch 30 Minuten und jeweils gegen 10 Uhr gesendet. 1991 lief die Sendung um 11 Uhr.
Tele 5 bzw. das Vorgänger-Programm musicbox strahlte Infomercials bereits ab 1988 im Rahmen der TV-Sendung „Tele-Bazar“ täglich am Vormittag (jeweils 11 Uhr, Länge: 30 Minuten) aus. Die Sendung wurde 1991 eingestellt. Darüber hinaus platzierte der TV-Sender auch viele Infomercials mitten im Programm, also zwischen Serien und Spielfilmen etc. Meist sogar kurzfristig anhand der Auslastung der Werbeinseln.
1992 verschwanden die speziellen Teleshopping-Sendungen – einhergehend mit dem Aufschwung der privaten Fernsehsender. Es wurden nur die auch heute bekannten Infomercials ausgestrahlt. An dieser Praxis hat sich bis heute nichts geändert. So strahlen Sender wie Super RTL nachts von 0 bis 6 Uhr, Kabel Eins werktäglich von 7:30 bis 8:30 Uhr, Tele 5 werktäglich von 8 bis 14 Uhr (am Wochenende deutlich länger), Sport1 werktags von 06:00 bis 08:30 und 11:30 bis 15:00 Uhr (am Wochenende zwischen 6 und 9 Uhr), Welt täglich von 19 bis 20 Uhr, DMAX täglich von 7 bis 9 Uhr und Eurosport täglich von 1:30 bis 8:30 Uhr Dauerwerbesendungen aus. Die großen Privatprogramme wie RTL, Sat.1 oder ProSieben strahlen Teleshopping nur noch in ihren Österreich- und Schweiz-Programmen jeweils vormittags aus.
Erst deutlich später, 1995, starteten dann eigenständige TV-Sender, die ihre Produkte oder Dienstleistungen meist 24 Stunden am Tag anbieten.
In Deutschland begann 1995 der erste reine Teleshopping-Sender Home Order Television (H.O.T., heute HSE) – eine Joint-Venture-Unternehmen zwischen dem Quelle-Versand und ProSiebenSat.1 Media. Der Sender erhielt anfangs nur eine Lizenz für die Ausstrahlung im Nürnberger Kabelnetz. Wenig später durfte H.O.T. auch bundesweit über Satellit und Kabelfernsehen senden.
Daneben gibt es noch weitere große Sender: QVC (seit 1996), Channel 21, ehemals RTL-Shop (seit 2001), 123tv (seit 2004), Bestseller-TV (seit 2005, inzwischen eingestellt), Juwelo (seit 2006) und meinTVshop (seit 2008).
Die spezielle Form des Produktverkaufs über Auktionen findet sich neben 123tv auch bei den seit 2005 bestehenden Sendern MEGA\VISION und Juwelo TV (ehemals Gems TV). Die Sender bieten ein weitgefächertes Sortiment an: Beginnend bei Kosmetik, Vitalprodukten, Körperpflege, Mode, über Schmuck, Werkzeug, Bettwaren, Küchenprodukte, Multimediaartikel und Putzmitteln bis hin zu Dekorationsartikeln und sogar Geschäftskonzepten.
Daneben gibt es auch spezialisierte Sender wie sonnenklar.TV oder Voyages Television (ehemals TV Travel Shop), die ausschließlich Urlaubsreisen verkaufen (Reiseshopping). Andere Sender, meist klassische Privatsender, strahlen Teleshopping-Fenster aus. Dort laufen entweder Live-Sendungen der vorgenannten Anbieter (z. B. RTL Shop bei RTL) oder vorproduzierte Sendungen, so genannte Infomercials, teilweise asynchron synchronisiert aus dem Englischen, die zumeist 15 bis 30 Minuten dauern.

### Rezeption
Eine Studie des Beratungsunternehmens Goldmedia im Auftrag des Senders HSE24 von 2005 stellt besonders die positiven Effekte auf die zuliefernden deutschen mittelständischen Unternehmen heraus und nennt als entscheidende Kaufkriterien der Kunden eine hohe Qualitäts- und Serviceerwartung.
Dagegen zieht Stiftung Warentest das Fazit, neben einem vorbildlichen Service lasse vor allem die Qualität der angebotenen Waren zu wünschen übrig. Die als Schnäppchen angepriesenen Waren seien in der Regel woanders zu einem günstigeren Preis oder in besserer Qualität erhältlich. Der Erfolg der Sender sei vor allem im Gemeinschaftsgefühl zu sehen, das die Shoppingsender vermitteln, wenn z. B. zufriedene Kunden telefonisch live auf Sendung geschaltet werden. Die Botschaft sei: „Wir sind eine große Gemeinschaft und wir sind alle gut drauf. Walter Freiwald, ehemaliger Direktor Moderation bei RTL Shop, formuliert das so: Er liebe den Job, weil es ‚so schön menschelt‘.“

### Aktuelle Sendezeiten im deutschsprachigen Raum
| Sender          | Zeit        | Sendezeitraum                   |
| --------------- | ----------- | ------------------------------- |
| HSE             | 24 Stunden  | 24 Stunden                      |
| Channel 21      | 24 Stunden  | 24 Stunden                      |
| 123tv           | 24 Stunden  | 24 Stunden                      |
| Sonnenklar.TV   | 24 Stunden  | 24 Stunden                      |
| QVC Deutschland | 24 Stunden  | 24 Stunden                      |
| Mediashop       | 24 Stunden  | 24 Stunden                      |
| Shop LC         | 24 Stunden  | 24 Stunden                      |
| pearl.tv        | 24 Stunden  | 24 Stunden                      |
| Sport1          | 15 Stunden  | vormittags, nachmittags, nachts |
| Anixe           | 10 Stunden  | tagsüber                        |
| DMAX            | 2,5 Stunden | vormittags                      |
| Puls 4          | 7 Stunden   | vormittags                      |
| Tele 5          | 7 Stunden   | vormittags & nachmittags        |
| RiC             | 7 Stunden   | nachts                          |
| Super RTL       | 5–6 Stunden | nachts                          |
| Disney Channel  | 5–6 Stunden | nachts                          |
| ATV             | 5–6 Stunden | nachts & vormittags             |
| Toggo plus      |             | nachts                          |
| MTV             | 3 Stunden   | nachts                          |

### Ehemalige Sender im deutschsprachigen Raum
| Sender | Zeit       | Sendezeitraum                   | Einstellungsjahr |
| ------ | ---------- | ------------------------------- | ---------------- |
| tm3    | 11 Stunden | nachts, vormittags, nachmittags | 2019             |

### Deutsche Teleshopping-Sender
- HSE (1995–)
- QVC (1996–)
- Pearl.tv (2012–)
- RTL Shop (2001–2008), danach Channel 21 (2009–)
- Sonnenklar.TV (2003–)
- 123tv (2004–)
- HSE Extra (2005–)
- Mediashop (2006–)
- HSE Trend (2010–)
- Shop LC (2021–)

## Teleshopping und Homeshopping in Europa

### Rückläufige Pro-Kopf Umsätze
In Westeuropa gab es 2008 mehr als 65 Shoppingkanäle, die in einem 24-Stundenprogramm Waren und Produkte über den Fernseher anbieten. Mit etwa 40 Sendern war Großbritannien Europas wettbewerbsintensivster Markt. Im Ranking der umsatzstärksten Teleshoppingmärkte führte Großbritannien im Jahr 2007 mit einem Marktvolumen von rund 1,5 Mrd. Euro vor Deutschland und mit großem Abstand Italien, Frankreich und Spanien. Auch bei den Pro-Kopf-Umsätzen lag Großbritannien im Jahr 2007 mit 25 Euro deutlich über dem westeuropäischen Durchschnitt von 12 Euro. Die Electronic Retailing Association (ERA Europe) veröffentlichte 2017 wiederum eine Analyse zu den Entwicklungen im Bereich Homeshopping in zehn europäischen Ländern: Deutschland, Frankreich, Großbritannien, Italien, Niederlande, Österreich, Russland, Spanien, Schweden und Schweiz. Demnach haben in diesen zehn Ländern die Anbieter im Jahr 2016 insgesamt Umsätze von rund 4,8 Mrd. Euro erzielt. Der durchschnittliche Homeshopping-Jahresumsatz pro Einwohner lag in den europäischen Kernmärkten 2016 bei 9,20 Euro. Deutschland war 2016 führend mit 23,40 Euro, gefolgt von Großbritannien. Somit hat sich der nicht inflationsbereinigte Pro-Kopf Umsatz im Vergleich zu 2007 innerhalb von rund zehn Jahren um knapp 25 % verringert. Die Studie von ERA zeigt des Weiteren auf, dass die Homeshopping-Branche in den untersuchten Ländern Ende 2016 rund 15.000 Beschäftigte zählte. Darin eingeschlossen sind auch indirekt Tätige, wie etwa Mitarbeiter in Call-Centern.

## Geschichte
Die Ursprünge des Teleshoppings liegen in den USA. Eine Werbefirma konnte im Jahr 1977 ihren gebuchten Werbeplatz in einem lokalen Radiosender aus Geldmangel nicht mit finanziellen Mitteln begleichen und so wurde mit Dosenöffnern bezahlt. Der Verwalter des Radiosenders Lowell Paxson musste eine Lösung finden und so ließ er den Moderator Bob Circosta die Dosenöffner für $9,95 das Stück im Radioprogramm anbieten. Alle Dosenöffner wurden gekauft und die Idee des Teleshoppings war geboren.
Derselbe Lowell Paxson gründete 1982 zusammen mit Roy Speer den Home Shopping Channel (HSC), einen regionalen Fernsehsender. Drei Jahre danach, am 1. Juli 1985, expandierte der Sender, der nun HSN (Home Shopping Network) hieß, und strahlte als erster Shoppingkanal in den gesamten USA sein Programm aus. Von 2016 bis 2017 gab es mit Gun TV einen US-amerikanischen Teleshopping-Sender, über den US-Bürger Waffen bestellen konnten, die die Kunden dann bei lizenzierten Waffenhändler abholen konnten, sofern sie dort die Sicherheitsüberprüfung überstanden.